# 迅速卡
迅速卡（英語：Swift card）是西米德蘭郡都會區所使用的智能卡，可用於西米德蘭交通局營運的公共交通支付，類似於倫敦的蠔卡。與其他交通卡為單一的卡不同，迅速卡由一系列共用品牌名稱的旅遊卡組成。

## 歷史
迅速卡於2012年引入，並預計於2015年末完成在本地鐵路網絡全面推廣完成。巴士公司也在此期間採用迅速卡，2015年9月西米德蘭國家特快也開始接受迅速卡。當西米德蘭地鐵交由西米德蘭交通局接管後，迅速卡也在西米德蘭地鐵啟用，乘客只需在車輛上拍卡一次即可